# Tuchyňa
Tuchyňa (hongrois : Tohány) est un village de Slovaquie situé dans la région de Trenčín.

## Histoire
La première mention écrite du village date de 1243.

## Démographie

### Évolution de la population
| Année:               | 1994. | 2004.   | 2014. | 2024.    |
| -------------------- | ----- | ------- | ----- | -------- |
| Nombre de personnes: | 742   | 779     | 779   | 866      |
| Différence:          |       | +4,98 % | +0 %  | +11,16 % |

| Année:               | 2023. | 2024.   |
| -------------------- | ----- | ------- |
| Nombre de personnes: | 862   | 866     |
| Différence:          |       | +0,46 % |